# Каменна-Воля (гміна Стомпоркув)
Каменна-Воля (пол. Kamienna Wola) — село в Польщі, у гміні Стомпоркув Конецького повіту Свентокшиського воєводства.
Населення — 210 осіб (2011).
У 1975-1998 роках село належало до Келецького воєводства.

## Демографія
Демографічна структура на день 31 березня 2011 року:
|          | Загалом | Допрацездатний вік | Працездатний вік | Постпрацездатний вік |
| -------- | ------- | ------------------ | ---------------- | -------------------- |
| Чоловіки | 101     | 18                 | 67               | 16                   |
| Жінки    | 109     | 18                 | 56               | 35                   |
| Разом    | 210     | 36                 | 123              | 51                   |